# استفان دیرن
استفان دیرن (انگلیسی: Stephen Dearn; March 1901 – ۱۹۴۷ (۴۵−۴۶ سال)) بازیکن فوتبال اهل بریتانیا بود.
از باشگاه‌هایی که در آن بازی کرده‌است می‌توان به باشگاه فوتبال پورتسموث، باشگاه فوتبال استون ویلا، و باشگاه فوتبال برنتفورد اشاره کرد.